# Insondables
Insondables est une chanson issue du 10e album studio de Mylène Farmer intitulé Interstellaires.

## Histoire
Dans la nuit du mardi 27 au mercredi 28 octobre 2015 Mylène Farmer sort un second extrait de son dixième album sans qu'aucune annonce n'ait été faite au préalable.
Il ne s'agit pas du deuxième single de l'album mais d'un extrait mis en téléchargement pour promouvoir l'album avant sa sortie.
Le mercredi au soir Polydor publie 4 photos extraites du clip vidéo. Le clip vidéo est réalisé par Eve Ramboz et Annie Dautane, et contient de nombreux clins d'œil à la carrière de la chanteuse, mais aussi à des artistes qu'elle affectionne.

## Support
Le titre est uniquement disponible en téléchargement légal.